# La Tigra (película de 1990)
La Tigra es una película ecuatoriana estrenada en 1990 y dirigida por Camilo Luzuriaga. Está basada en el cuento homónimo de José de la Cuadra, 

## Argumento
En el corazón mítico del profundo Ecuador vive la indomable Francisca (Lissette Cabrera), conocida por todos como La Tigra. Ella es la mayor de tres hermanas huérfanas. Masablanca, un curandero negro, predice su futuro y les habla de un hechizo, de la salvación para los pecados de las dos hermanas mayores: Sara (Verónica García), la hermana menor, debe mantenerse virgen y vivir siempre junto a ellas, de otra forma perderían su tierra y sus sustento. Francisca y Juliana (Rossana Iturralde) son vigilantes rigurosas de su pequeña hermana... no le permiten ningún placer sensual, ni siquiera bailar. Pero a pesar de todo lo estrictas que son con Sara, una vez que ella está encerrada durante la noche, Francisca y Juliana no se niegan nada a sí mismas, bebiendo en exceso y compartiendo a Ternerote (Arístides Vargas) y otros amantes.
La aparición de Don Clemente (Virgilio Valero), un vendedor ambulante que se enamora de Sara, precipita la confrontación entre la Tigra y las fuerzas de la autoridad. De acuerdo con la denuncia que este presenta, Francisca ha secuestrado a la hermana más joven y se niega a dejarla casar con él. Entonces solicita a las autoridades policiales que intervengan.

## Reparto
- Lissette Cabrera Francisca 'La Tigra'
- Verónica García ...	Sara
- Rossana Iturralde...	Juliana
- Wolframio Sinué...	Policía
- Virgilo Valero             Don Clemente
- Aristides Vargas...	Ternerote

## Rodaje y escenarios
La película fue grabada en el sitio Taina Medio, recinto del cantón Santa Ana, provincia de Manabí, ubicado en la vía a Olmedo, es un lugar con hermosos parajes, espacios agrícolas y grandes cañaverales. Es un caserío de caminos vecinales, de gente amable y trabajadora. Sus fiestas  se celebran cada  26 de noviembre en honor a la Virgen de Monserrate. En la entrada a este sector existe una identificación con la denominación "TAINA LA CUNA DE LA TIGRA". Entre los primeros habitantes están Viterbo Veliz, familia Cevallos, familia Parraga; además tenemos destacados e ilustres personajes como don Francisco Quijije, don Esteban Peñafiel, don Roselio Ordóñez, don  Tulio Cedeño, don Melchor Macías entre otros. La casa donde se grabó la película de La Tigra le pertenecía al señor Esteban Peñafiel, en su finca que está atravesada por el río Taina.

## Premios y nominaciones
| Año  | Premio                                          | Categoría                  |
| ---- | ----------------------------------------------- | -------------------------- |
| 1990 | XXX Festival Internacional de Cine de Cartagena | Mejor Película             |
| 1990 | XXX Festival Internacional de Cine de Cartagena | Mejor Opera Prima          |
| 1990 | VII Festival Internacional de Bogotá            | Mejor Música               |
| 1990 | VII Festival Internacional de Bogotá            | Mejor Fotografía           |
| 1991 | II Encuentro Andino de Cineastas, Cuzco, Perú   | Segundo Premio del Público |